# Lalaïna Nomenjanahary
Lalaïna Henintsoa Nomenjanahary (Antananarivo, 16 gennaio 1986) è un ex calciatore malgascio, di ruolo difensore o centrocampista.

## Carriera

### Club
Gioca dal 2006 al 2007 all'Ajesaia. Nel 2008 gioca al Saint-Pierroise. Nel 2009 torna all'Ajesaia. Nel 2010, dopo aver giocato al Saint-Pauloise, passa all'Avion. Nel 2011 viene acquistato dal Lens. Dopo due stagioni sia nella prima che nella seconda squadra, nel 2012 viene promosso in prima squadra. Al termine della stagione 2015-2016 rimane svincolato. Il 10 settembre 2016 viene ingaggiato dal Paris FC. Dopo cinque stagioni e più di 130 presenze con i parigini la squadra decide di non rinnovare il suo contratto, così viene svincolato il 1º luglio 2021.

### Nazionale
Ha debuttato in Nazionale nel 2006. Ha segnato le sue prime due reti in Nazionale il 17 novembre 2007, in Comore-Madagascar (0-4). Ha partecipato alla Coppa d'Africa 2019, nella quale il Madagascar ha ottenuto uno storico posizionamento nei quarti di finale. Ha collezionato in totale, con la maglia della Nazionale, 46 presenze e 5 reti.

## Palmares
- Coppa del Madagascar: 1

2006